# كريس فلويد
كريس فلويد (بالإنجليزية: Chris Floyd)‏ هو لاعب كرة قدم أمريكية أمريكي، ولد في 23 يونيو 1975 في ديترويت في الولايات المتحدة.

## وصلات خارجية
- كريس فلويد على موقع مرجع كرة القدم المحترفة.كوم (الإنجليزية)